# Grota Będkowicka
Grota Będkowicka – schronisko w Dolinie Będkowskiej na Wyżynie Krakowsko-Częstochowskiej. Znajduje się w Będkowicach w województwie małopolskim, w powiecie krakowskim, w gminie Wielka Wieś.

## Opis obiektu
Schronisko znajduje się w górnej części orograficznie lewego zbocza Wąwozu Będkowickiego będącego lewym odgałęzieniem Doliny Będkowskiej. Jego duży otwór znajduje się 5 m powyżej dna wąwozu i jest widoczny ze szlaku turystycznego wiodącego tym wąwozem. Za otworem dno stromo wznosi się. Z lewej strony niewielkiej salki za otworem jest półka z ciasną, niedostępną szczeliną wychodzącą na zewnątrz. Z dna wystaje duży korzeń. 
Schronisko powstało w późnojurajskich wapieniach skalistych. Jest widne i suche. Na spągu znajduje się gruz wapienny i glina, które ze stromego dna wysypują się na zewnątrz. Wewnątrz są nacieki grzybkowe. Przed otworem rośnie grab i buk, w otworze schroniska rozwijają się mchy, porosty i paprocie. Ze zwierząt obserwowano muchówki, motyla paśnika jaskiniowca (Triphosa dubitata), kosarze, pająki i ślimaki. 

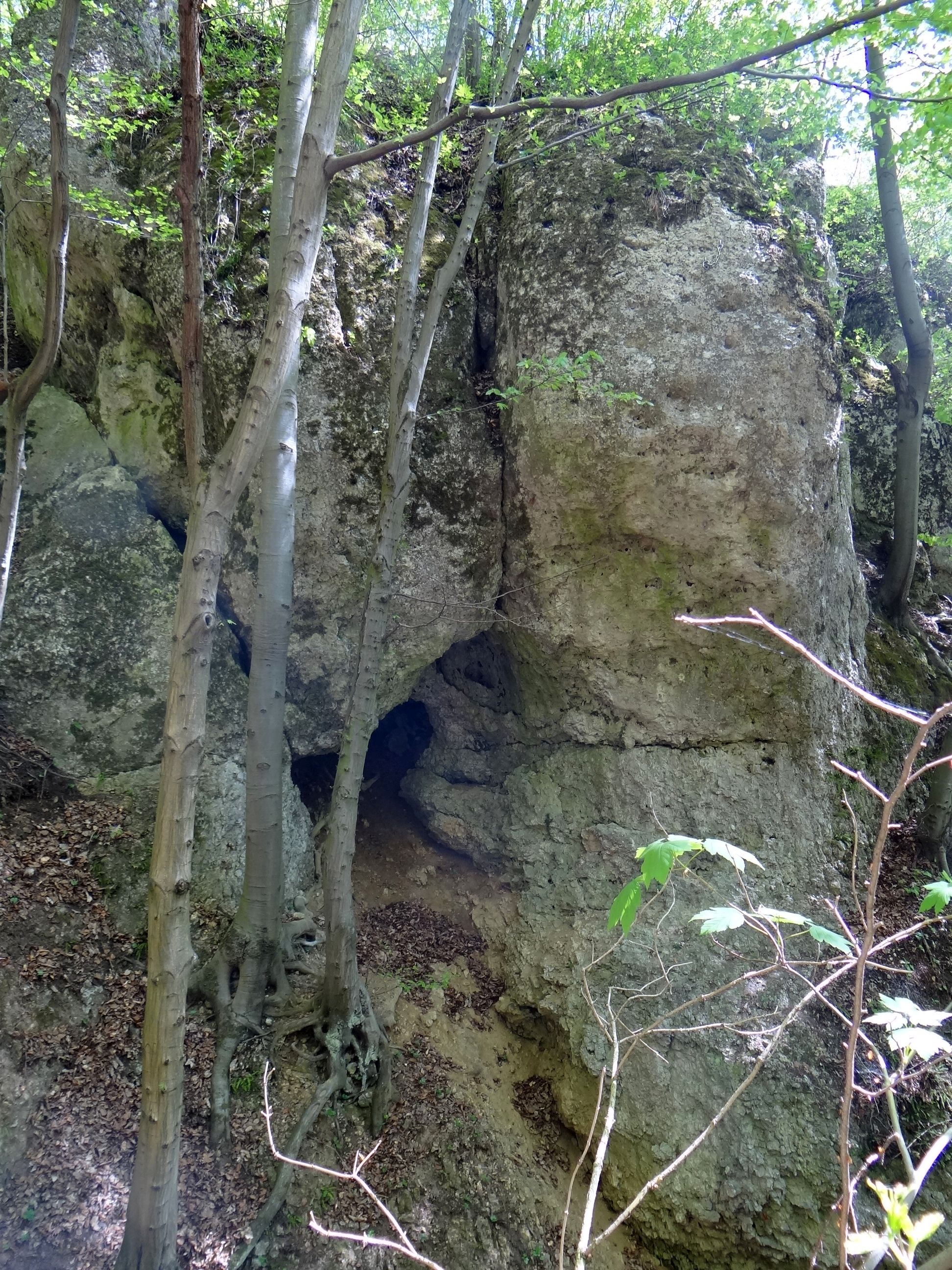

Schronisko znane od dawna i często odwiedzane. Po raz pierwszy opisał go J. Nowak w sierpniu 2011 r., on też wykonał jego plan.